# Корчиков, Олег Глебович
Оле́г Гле́бович Ко́рчиков (2 января 1939, Гродеково, Приморский край, СССР — 12 июля 2017, Минск, Белоруссия) — советский, российский и белорусский актёр театра и кино, заслуженный артист РСФСР (1980).

## Биография
Родился 2 января 1939 года в посёлке Пограничный Приморского края.
После школы учился в свердловском УПИ на физико-техническом факультете. Занимался в секции фехтования УПИ, был призёром и чемпионом городских, областных и республиканских соревнований по фехтованию на саблях и первым мастером спорта СССР в Свердловске в 1964 году.
В 1967 году окончил ЛГИТМиК.
Первое время работал в Волгоградском театре драмы им. М. Горького. Затем — в Кишиневском русском драматическом театре им. А. Чехова.
С конца 1960-х до начала 1980-х играл в Тульском театре драмы (ТДТ).
Работал в Ереванском русском театре драмы им. К. Станиславского. С 1988 года служил в Национальном академическом драматическом театре им. М. Горького в Минске.
Скончался 12 июля 2017 года в Минске.

## Фильмография
1. 1971 — Пристань на том берегу — Фёдор
2. 1973 — Был настоящим трубачом — Яшечкин
3. 1974 — Следую своим курсом — майор
4. 1974 — Калина красная — Шурка
5. 1974 — День приёма по личным вопросам — Афанасьев
6. 1974 — Блокада — Козин
7. 1974 — Гончарный круг — Валентин
8. 1975 — Назначаешься внучкой — военком
9. 1975 — Мальчишки ехали на фронт — Чижов
10. 1975 — У меня есть лев — отец
11. 1976 — Семьдесят два градуса ниже нуля — Василий Комов
12. 1976 — Третья сторона медали — Плясун
13. 1976 — Двадцать дней без войны — шофёр
14. 1976 — Волшебный круг — Белый Клоун
15. 1977 — В профиль и анфас (киноальманах, новелла «Волки»)
16. 1977 — Последний год Беркута — Фёдор Полынцев
17. 1977 — Солдатки — Найдёнов
18. 1978 — Артём — представитель Центральной Рады
19. 1979 — Капитан Соври-голова — Николай Иванович
20. 1979 — Казаки-разбойники — Филин
21. 1979 — Забудьте слово «смерть» — Левченко, начальник милиции
22. 1979 — Голубой карбункул — Брекенридж, торговец гусями / хозяин ювелирной лавки / хозяин цветочной лавки
23. 1979 — Вернёмся осенью — таксист Стеценко
24. 1980 — Хлеб, золото, наган — начальник станции Зайцев Степан Игнатьевич
25. 1980 — Школа — Шебалов
26. 1981 — Золотые туфельки — Белый Клоун
27. 1982 — Людмила — Лузгин
28. 1982 — Грибной дождь — муж Волошиной
29. 1983 — Семён Дежнёв — Федот Попов
30. 1983 — Обрыв — Савелий
31. 1983 — На перевале не стрелять! — Колесников Андрей Игнатьевич
32. 1983 — Иван Бабушкин — Воинов
33. 1983 — За синими ночами — Сергей Александрович
34. 1984 — Юрка — сын командира — дядя Миша
35. 1984 — Челюскинцы — Колесниченко
36. 1984 — Огни — путеец
37. 1986 — Тайный посол — Тибей
38. 1986 — В одну-единственную жизнь
39. 1987 — Топинамбуры — мужчина с собакой
40. 1987 — Отряд специального назначения — предатель Наумов
41. 1987 — Залив счастья — Кошеваров
42. 1988 — Серая мышь
43. 1988 — Поражение после победы — отец Кати
44. 1989 — Перед рассветом — майор
45. 1989 — Канувшее время
46. 1990 — Духов день — Христофоров
47. 1990 — Николай Вавилов — Молотов
48. 1990 — Адвокат (Убийство на Монастырских прудах) — уголовник «Боксёр»
49. 1990 — Я объявляю вам войну — майор Воротников
50. 1990 — Плач перепёлки — Шашкин
51. 1990 — Стервятники на дорогах — Бахметьев, младший лейтенант милиции
52. 1990 — Новая Шахерезада — Лесик
53. 1991 — Дикое поле — Луп
54. 1992 — Рай под тенью сабель — генерал Стрекалов
55. 1992 — Без улик — хозяин магазина
56. 1993 — Кодекс молчания 2: След чёрной рыбы — Шалаев
57. 1993 — Хочу в Америку
58. 1993 — Николенька (короткометражный)
59. 1993 — Не хочу жениться! — ветеран
60. 1995 — Чёрный ящик (короткометражный)
61. 1996 — Шельма
62. 1996 — Птицы без гнёзд
63. 1996 — Из ада в ад
64. 1997 — Бег от смерти
65. 1998 — Проклятый уютный дом
66. 1998 — Печь (короткометражный)
67. 1998 — Перекрёсток — продавец книг
68. 1998 — Контракт со смертью — вербовщик
69. 1998 — Зал ожидания — Вова
70. 1999 — Ускоренная помощь — старик-«жених»
71. 1999 — Каменская 1 — Паша Смитиенко
72. 2001 — Подари мне лунный свет — эпизод
73. 2002 — Дронго — Матрос
74. 2002 — Закон 14-я серия «Отец», 16-я серия «Свидетель защиты» — Петров, пиротехник
75. 2004 — Карусель — дворник
76. 2005 — Человек войны — эпизод
77. 2006 — Последний бронепоезд — Фадеев
78. 2007 — Ералаш (выпуск № 205, сюжет «Ограбление по-деревенски»)[2] — пасечник
79. 2007 — 1612: Хроники Смутного времени — учитель фехтования
80. 2008 — Господа офицеры: Спасти императора — хозяин хутора
81. 2009 — Волки — Прохор
82. 2010 — Иллюзия охоты — Никита Семеныч, рыбак
83. 2011 — Немец — хозяин дома (8-я серия)
84. 2011 — Лето волков — старик-возница
85. 2012 — Смерть шпионам. Лисья нора — дед Юрась
86. 2013 — Спасти или уничтожить — Иван Александрович Луценко
87. 2013 — Клянёмся защищать — бомж
88. 2013 — Роль (Россия, Финляндия, Германия) — эпизод
89. 2015 — Истребители. Последний бой — крестьянин у которого козу и сено покупают